# 富秋村
富秋村（とみあきむら）は、かつて岐阜県揖斐郡にあった村である。
現在の揖斐郡大野町北東部に該当し、根尾川の西岸の村である。
村名は稲富村の富と上秋村の秋を合わせた合成地名である。

## 歴史
- 江戸時代末期、この地域は美濃国大野郡であり、大垣藩領（一部野村藩領）であった。
- 1898年（明治31年）3月7日 - 稲富村、上秋村、古川村、寺内村、稲畑村が合併し発足。
- 1954年（昭和29年）4月1日 - 大野町、西郡村、豊木村と合併し、改めて大野町が発足。同日富秋村廃止。

## 交通機関
- 名古屋鉄道谷汲線
  - 稲富駅、更地駅、八王子坂駅（1944年休止）、北野畑駅

## 教育
- 大野村豊木村富秋村組合立大野小学校（現・大野町立大野小学校→大野町立北小学校）
- 大野村豊木村富秋村組合立大野中学校（現・大野町立大野中学校）

## 神社・仏閣
- 来振神社
- 来振寺

## 村長
- 井深幹